# Angara Airlines
Angara Airlines (in russo: Авиакомпания «Ангара»), prima conosciuta anche come Baikal Airlines, è una compagnia aerea russa con la base tecnica all'aeroporto di Irkutsk (UIII) nell'oblast' di Irkutsk, nella Siberia Orientale, in Russia.

## Storia
Baikal Airlines (IATA: X3; ICAO: BKL) è stata fondata nel 1991 sulla base del Distaccamento Unito dell'Aviazione Civile di Irkutsk. Dall'Aeroflot-Irkutsk la Baikal Airlines ha ricevuto in eredità circa 70 aerei: Tupolev Tu-154, Ilyushin Il-76, Antonov An-12, Antonov An-24, Antonov An-26.
Dal 1991 la Baikal Airlines ha iniziato ad effettuare voli di linea dall'aeroporto di Irkutsk verso Giappone, Cina ed anche voli charter in Europa. Alcuni Tupolev Tu-154 sono stati ceduti in leasing in Cina e la compagnia aerea nel 1993 diventò una delle 7 più grandi compagnie aeree russe.
Nel 1994 la compagnia aerea ha comunicato di voler creare uno dei primi gruppi di piloti russi per operare i Boeing 757 in Russia. I primi gruppi di piloti sono stati addestrati nel Quartier Generale della Boeing a Seattle. Altri gruppi sono stati addestrati nel centro di preparazione dei piloti della statunitense Northwest Airlines a Minneapolis. Nell'arco di due anni sono stati inviati negli USA circa 40 piloti e 6 istruttori della Baikal Airlines. Dopo il ritorno dagli USA la compagnia aerea ha organizzato i corsi di preparazione per il personale a Irkutsk con alcuni istruttori provenienti dagli USA e dall'Irlanda. Più di 60 persone dello staff tecnico della compagnia aerea hanno ricevuto corsi di istruzione a Seattle per effettuare la manutenzione dei Boeing e nel Regno Unito per la manutenzione dei propulsori degli aerei americani.
Il 14 giugno 1994, il primo Boeing 757 della Baikal Airlines è atterrato all'aeroporto di Irkutsk. Lo hanno pilotato dagli USA i piloti russi Sergej Pomojnickij e Valerij Zincenko. Il primo volo di linea con questo Boeing 757 è stato effettuato sulla rotta Irkutsk-Mosca Domodedovo. La Baikal Airlines ha incominciato ad effettuare i voli di linea con gli aerei statunitensi in contemporanea con la Transaero Airlines. In seguito i voli sono stati trasferiti dall'aeroporto di Mosca-Domodedovo all'aeroporto di Mosca-Šeremet'evo per effettuare i voli charter via Mosca in Grecia, Spagna, Bulgaria, Egitto.
Il controllo della base tecnica della Baikal Airlines è stato effettuato dalla danese PEMCO e dalla israeliana Israel Aircraft Industry (IAI).
Nel 1996 un Boeing 757 è partito per la Danimarca per effettuare il C-check. La Baikal Airlines ha ritardato i pagamenti del leasing e l'aereo è rimasto in Europa.
Dopo l'inizio dei problemi finanziari la compagnia aerea russa Baikal Airlines è andata in bancarotta nel 1998. Gli aerei cargo e la flotta a medio raggio della ex-Baikal Airlines sono stati venduti per pagare i debiti accumulati. Gli Antonov An-12 sono stati venduti alla moscovita Eastline, gli Ilyushin sono stati venduti alla Tesis Air Cargo di Irkutsk, i Tupolev Tu-154 sono stati venduti ad Aeroflot, alla S7 Airlines ed anche in Cina.
Dal 2000 sulla base tecnica della ex-Baikal Airlines è stata creata la compagnia aerea Angara Airlines per effettuare i voli di linea passeggeri nella Siberia Orientale e nelle regioni limitrofe.
Dal 2005 la compagnia aerea è stata acquistata dalla Holding Eastland (in russo: холдинг «Истлэнд»).
La compagnia aerea effettua i lavori di manutenzione degli aerei Antonov anche per altre compagnie aeree siberiane nel suo complesso tecnico a Irkutsk.
Il 1º novembre 2010 la compagnia aerea Angara Airlines è stata integrata con la compagnia aerea IrkutskAvia (in russo: Авиакомпания "ИркутскАВИА") in seguito alla decisione del management della Holding Eastland che controlla due società di trasporto aereo basati all'aeroporto di Irkutsk. A seguito di tale operazione Angara Airlines è diventata de-facto la prima compagnia aerea russa per importanza e traffico nella Siberia orientale effettuando l'80% nel mercato aereo dell'oblast' di Irkutsk.
Nel 2011, Angara Airlines ha trasportato 106.910 passeggeri, il 4% in più rispetto al 2010. Nello stesso anno ha riaperto i voli di linea rotta Gorno-Altajsk-Novosibirsk-Tolmačëvo-OVB-A dopo più di 20 anni di chiusura dell'aeroporto di Gorno-Altajsk. La compagnia aerea ha lanciato i voli con la frequenza di quattro volte alla settimana con gli aerei Antonov An-24RV prevedendo ulteriore aumento delle capacità sulla rotta aerea principalmente turistica.
Il 15 dicembre 2012 il terzo ed ultimo nel 2012 Antonov An-148-100E della Angara Airlines ha effettuato l'atterraggio all'aeroporto di Irkutsk. L'aereo è stato attrezzato per i voli nelle condizioni di temperature estremamente basse con l'isolamento termico avanzato della fusoliera e dei propulsori del velivolo, inoltre, l'aereo è stato attrezzato con i sistemi necessarie per l'atterraggio/decollo sulle piste aeroportuali non preparate.
A partire dal ottobre 2013, Angara Airlines ha attivato sul sito ufficiale la possibilità di fare il Check-in online, per i voli in partenza dagli aeroporti russi di Irkutsk, Jakutsk, Novosibirsk, Vladivostok, Bratsk, Mirnyj, Magadan, Ust'-Kut, Blagoveščensk, Čita, Celjabinsk.
Nel luglio 2017 è stato annunciato che la compagnia aerea aveva firmato una lettera di intenti per 3 Irkut MC-21-300 al MAKS Airshow di Mosca. La compagnia aerea non ha ancora deciso quali motori saranno scelti per gli aerei. La consegna degli aerei, una volta effettuato l'ordine, era originariamente prevista tra il 2022 e il 2025.

## Flotta
A dicembre 2022 la flotta di Angara Airlines è così composta:

## Incidenti
- 11 luglio 2011: il volo Angara Airlines 9007 è finito nel fiume Ob' dopo aver subito un incendio al motore. Sette delle 37 persone a bordo hanno perso la vita.[12]
- 27 giugno 2019: il volo Angara Airlines 200 ha subito un guasto al motore mentre era in rotta verso la destinazione. All'atterraggio a Nižneangarsk, l'aereo è uscito la pista e si è scontrato con un edificio. Tutti e 43 i passeggeri sono sopravvissuti allo schianto mentre due dei quattro membri dell'equipaggio, il pilota e l'ingegnere di volo, sono rimasti uccisi.[13]